# Claudia Partole
Claudia Partole (n. 14 iunie 1955, Cotova, raionul Drochia, RSS Moldovenească, URSS) este o poetă, eseistă, prozatoare, autoare de piese și jurnalistă din Republica Moldova.

## Biografie
S-a născut în familia lui Afanasie și Elizaveta-Lidia Partole. În 1977 a absolvit secția ziaristică a Facultății de Filologie de la Universitatea de Stat din Moldova. După absolvire, lucrează redactor la TVM (1977-1979) și la Editura „Cartea moldovenească” (1979-1981), colaborator la ziarul „Învățământul public” (actualmente „Făclia”) (1981-1985), colaborator literar la revista „Alunelul” (1985-1994), redactor-șef la revista „Festina lente” a Școlii de Limbi Moderne și Management, unde a fost și învățător de etică și estetică (1994-1997). 
Din 1994 este moderatoarea Cenaclului literar (azi Salonul literar-artistic) „La Creangă” de pe lângă Biblioteca Națională pentru Copii „Ion Creangă”, colaborând în paralel și cu alte publicații. Activează la Radio și Televiziune și în presa scrisă: „Învățământul public”, „Alunelul”, „Patria tânără”, „Moldova Suverană”, „Universul credinței”; în prezent este redactor-șef al revistei „Univers muzical”.  În anul 1993 devine membră a Uniunii Scriitorilor din Moldova, iar în anul 2000 a Uniunii Scriitorilor din România. Este și membră a Uniunii Jurnaliștilor din Republica Moldova. Cartea Are mama fată mare a fost declarată „cea mai bună carte pentru copii a anului 1992”. Membru al Uniunii Muzicienilor din Republica Moldova.

## Activitate
A debutat editorial în anul 1982 cu volumul de basme și povestiri pentru copii Mahalaua veselă, urmat de alte cărți pentru copii:
- În așteptarea mamei (1989)[3][4]
- Are mama fată mare (1992)[3][4][5]
- Un mare calendar pentru tine, mic ștrengar (1994)[3][5]
- Cea mai așteptată întâlnire (2000)[3]
- Grăbește-te încet (2002)[3]
- Salba cu mărgele care plâng (2004)[3]
- Și la mare vine Dumnezeu (2005)
- Învață de la toate (2005)
- Domnița-Păstoriță (2006)
- De la facerea lumii citire (2006)
- Copilul din colivie (2010)
- Floarea iubirii (2010)
- Când eram înger (2013)
- Bună dimineața, Dimineață! (2015)[9]
- Domnișoara Cineluța Ioana-Ionela-Ionuța (2015)

Alte cărți (pentru maturi)
- Păsări suntem când ne naștem (1990, 1992)[8][10][4]
- Psalmii Mariei Magdalena (1995)[8][10][4]
- O clipă (1999)[3][4]
- Eu sunt (2001)[3]
- ReCulegere (2005)
- Îmblânzirea câinilor (2009)
- Viața unei nopți sau Tötentanz (2009, reeditată în 2011)
- Peisaj cu Dimineți și Clipe (2011)
- Ultima amantă (2011)
- 101 Poeme (2011)
- Trandafirul pustiului (2015)
- Prietenul meu eleniS... sau cum m-am făcut scriitoare (2016)
- Rebela (2018)
- Straniera (2020)

Teatru
- Păziți copiii, sufletul și animalele (1995)[3]
- Unde ești, Iren? (2001, 2004)[3]
- Ochiul care se uită în lume sau Cine l-a răpit pe Tonto (2002)[3]
- Când zorii s-au trezit (2003)

## Premii și distincții
- Premiul „Cartea pentru copii” în cadrul Salonului Internațional de Carte (ediția a XXII-a, 2013, Chișinău, pentru cartea Copilul din colivie)
- Premiul UNESCO (2007)
- Diploma de Onoare IBBY pentru cartea Domnița-Păstoriță (2008)[11]
- Medalia „Mihai Eminescu” pentru activitate literară (2010)[12]
- Premiul Ministerului Educației (2010)
- Premiul Salonului Internațional de Carte pentru Copii „Cartea Anului” (2010)
- Premiul Salonului de Carte de la Iași (1995, pentru cartea Un mare calendar pentru tine, mic ștrengar)[3]
- Premiul „Carte cognitivă” în cadrul Salonului Internațional de Carte pentru Copii de la Chișinău (2002, pentru cartea Grăbește-te încet)[3]
- Premiul a mai multor ediții ale Concursului de dramaturgie națională (1993, 2002, 2003, 2004).[3]